# Zilton Rocha
Justiniano Zilton Rocha ou simplesmente Zilton Rocha (Nova Canaã, 1 de setembro de 1944) é um pedagogo, advogado, conselheiro de contas e político brasileiro. 

## Educação
Filho do juiz de paz, comerciante e produtor rural oriundo de Poções, Laudelino da Rocha Silva, Zilton estudou o ensino primário no Instituto Florestal Batista, situado em Nova Canaã, sua cidade natal, entre 1954 e 1958. Em seguida, ele concluiu o ensino secundário no Colégio Frederico Ribeiro, situado no Rio de Janeiro, no final da década de 1960 e, posteriormente, ele ingressou no ensino superior na década de 1970, tendo se graduado em Pedagogia pela Faculdade de Filosofia de Teófilo Otoni (FAFITO), situado na cidade mineira de Teófilo Otoni, no ano de 1971. Por fim, Zilton ingressaria em uma nova graduação na década seguinte, quando concluiu em 1981 o bacharelado em Direito pela Faculdade de Direito de Teófilo Otoni (atual "Fundação Educacional Nordeste Mineiro" - FENORD).

## Carreira política
Zilton Rocha começou a carreira política sendo eleito vereador na cidade de Nova Canaã na década de 1970, quando exerceu o mandato de 1973 a 1976. Ele voltaria a ocupar um cargo político na década de 1980, já na capital baiana, quando foi eleito vereador para a Câmara Municipal de Salvador pelo Partido dos Trabalhadores (PT) pela primeira vez em 1992. Em seu primeiro mandato como vereador de Salvador, ele fez parte da base de governo da prefeita soteropolitana Lídice da Mata, vindo a ser reeleito durante as eleições municipais de 1996, passando a exercer a vereança até sua eleição para deputado estadual.
Ele se destacou na política tendo sido eleito deputado estadual para a Assembleia Legislativa da Bahia entre 1999 e 2007, mandatos nos quais se destacou na área da educação, quando contou com o apoio de sua esposa, a pedagoga Normélia da Silva Monteiro Rocha. Eleito durante as eleições estaduais de 2006, ele permaneceu como legislador estadual até dezembro de 2007, quando renunciou para assumir o cargo de conselheiro do Tribunal de Contas do Estado da Bahia (TCE-BA), sendo sua vaga na Assembléia Legislativa ocupada pelo suplente Isaac Cunha do Nascimento. Zilton permaneceu no cargo de conselheiro do TCE-BA até 16 de maio de 2014, quando se aposentou..
Entre os anos de 2012 a 2013, Zilton Rocha foi Presidente do Tribunal de Contas do Estado da Bahia (TCE-BA).